# Seven Sudamericano Femenino 2009
El Seven Sudamericano Femenino del 2009 fue el torneo desarrollado en Brasil que organizó la Confederación Sudamericana y la Asociación Brasileña (hoy Confederación) y el São José Rugby Clube. Los partidos se disputaron en el Estádio ADC Parahyba de la ciudad paulista de São José dos Campos.

## Equipos participantes
- Selección femenina de rugby 7 de Argentina (Las Pumas)
- Selección femenina de rugby 7 de Brasil (Las Vitória-régia)
- Selección femenina de rugby 7 de Chile (Las Cóndores)
- Selección femenina de rugby 7 de Colombia (Las Tucanes)
- Selección femenina de rugby 7 de Paraguay (Las Yacarés)
- Selección femenina de rugby 7 de Perú (Las Tumis)
- Selección femenina de rugby 7 de Uruguay (Las Teras)
- Selección femenina de rugby 7 de Venezuela (Las Orquídeas)

## Clasificación[2]

### Grupo A

#### Posiciones
| Pos. | Equipo    | Encuentros | Encuentros | Encuentros | Encuentros | Tantos  | Tantos    | Tantos     | Puntos |
| Pos. | Equipo    | jugados    | ganados    | empatados  | perdidos   | a favor | en contra | diferencia | Puntos |
| ---- | --------- | ---------- | ---------- | ---------- | ---------- | ------- | --------- | ---------- | ------ |
| 1    | Brasil    | 3          | 3          | 0          | 0          | 81      | 0         | + 81       | 9      |
| 2    | Venezuela | 3          | 1          | 1          | 1          | 60      | 31        | + 29       | 5      |
| 3    | Colombia  | 3          | 1          | 1          | 1          | 25      | 34        | - 9        | 5      |
| 4    | Perú      | 3          | 0          | 0          | 3          | 7       | 108       | - 101      | 0      |

Nota: Se otorgan 3 puntos al equipo que gane un partido, 1 al que empate y 0 al que pierda
|  | Clasificados a Semifinales de Oro |

|  | Clasificados a Semifinales de Bronce |

#### Resultados
| 24 de enero | Venezuela | 50 - 0 | Perú | Estádio ADC Parahyba, São José dos Campos, Brasil |  |

| 24 de enero | Brasil | 17 - 0 | Colombia | Estádio ADC Parahyba, São José dos Campos, Brasil |  |

| 24 de enero | Brasil | 43 - 0 | Perú | Estádio ADC Parahyba, São José dos Campos, Brasil |  |

| 24 de enero | Venezuela | 10 - 10 | Colombia | Estádio ADC Parahyba, São José dos Campos, Brasil |  |

| 24 de enero | Brasil | 21 - 0 | Venezuela | Estádio ADC Parahyba, São José dos Campos, Brasil |  |

| 24 de enero | Colombia | 15 - 7 | Perú | Estádio ADC Parahyba, São José dos Campos, Brasil |  |

### Grupo B

#### Posiciones
| Pos. | Equipo    | Encuentros | Encuentros | Encuentros | Encuentros | Tantos  | Tantos    | Tantos     | Puntos |
| Pos. | Equipo    | jugados    | ganados    | empatados  | perdidos   | a favor | en contra | diferencia | Puntos |
| ---- | --------- | ---------- | ---------- | ---------- | ---------- | ------- | --------- | ---------- | ------ |
| 1    | Argentina | 3          | 2          | 1          | 0          | 102     | 5         | + 97       | 7      |
| 2    | Uruguay   | 3          | 1          | 2          | 0          | 39      | 10        | + 29       | 5      |
| 3    | Chile     | 3          | 1          | 1          | 1          | 25      | 56        | - 29       | 4      |
| 4    | Paraguay  | 3          | 0          | 0          | 3          | 5       | 100       | - 95       | 0      |

Nota: Se otorgan 3 puntos al equipo que gane un partido, 1 al que empate y 0 al que pierda
|  | Clasificados a Semifinales de Oro |

|  | Clasificados a Semifinales de Bronce |

#### Resultados
| 24 de enero | Uruguay | 29 - 0 | Paraguay | Estádio ADC Parahyba, São José dos Campos, Brasil |  |

| 24 de enero | Argentina | 46 - 0 | Chile | Estádio ADC Parahyba, São José dos Campos, Brasil |  |

| 24 de enero | Argentina | 51 - 0 | Paraguay | Estádio ADC Parahyba, São José dos Campos, Brasil |  |

| 24 de enero | Uruguay | 5 - 5 | Chile | Estádio ADC Parahyba, São José dos Campos, Brasil |  |

| 24 de enero | Uruguay | 5 - 5 | Argentina | Estádio ADC Parahyba, São José dos Campos, Brasil |  |

| 24 de enero | Chile | 20 - 5 | Paraguay | Estádio ADC Parahyba, São José dos Campos, Brasil |  |

## Play-off[3]

### Semifinales

#### Semifinales de Bronce
| 25 de enero | Colombia | 33 - 0 | Paraguay | Estádio ADC Parahyba, São José dos Campos, Brasil |  |

| 25 de enero | Perú | 5 - 29 | Chile | Estádio ADC Parahyba, São José dos Campos, Brasil |  |

#### Semifinales de Oro
| 25 de enero | Brasil | 20 - 5 | Uruguay | Estádio ADC Parahyba, São José dos Campos, Brasil |  |

| 25 de enero | Venezuela | 7 - 24 | Argentina | Estádio ADC Parahyba, São José dos Campos, Brasil |  |

### Finales

#### 7º puesto
| 25 de enero | Paraguay | 0 - 15 | Perú | Estádio ADC Parahyba, São José dos Campos, Brasil |  |

#### Final de Bronce
| 25 de enero | Colombia | 32 - 0 | Chile | Estádio ADC Parahyba, São José dos Campos, Brasil |  |

#### Final de Plata
| 25 de enero | Uruguay | 7 - 14 | Venezuela | Estádio ADC Parahyba, São José dos Campos, Brasil |  |

#### Final de Oro
| 25 de enero | Brasil | 45 - 5 | Argentina | Estádio ADC Parahyba, São José dos Campos, Brasil |  |

| Bandera de Brasil |
| Campeón Brasil    |
| Quinto título     |

## Posiciones finales[4]
| Posición | Selección |
| -------- | --------- |
| 1        | Brasil    |
| 2        | Argentina |
| 3        | Venezuela |
| 4        | Uruguay   |
| 5        | Colombia  |
| 6        | Chile     |
| 7        | Perú      |
| 8        | Paraguay  |